# Бруксбург (Індіана)
Бруксбург (англ. Brooksburg) — місто (англ. town) в США, в окрузі Джефферсон штату Індіана. Населення — 72 особи (2020).

## Географія
Бруксбург розташований за координатами 38°44′9″ пн. ш. 85°14′43″ зх. д. / 38.73583° пн. ш. 85.24528° зх. д. (38.735859, -85.245327).  За даними Бюро перепису населення США в 2010 році місто мало площу 0,29 км², з яких 0,26 км² — суходіл та 0,02 км² — водойми.

## Демографія
Згідно з переписом 2010 року, у місті мешкала 81 особа в 32 домогосподарствах у складі 19 родин. Густота населення становила 283 особи/км².  Було 39 помешкань (136/км²).
Расовий склад населення:
| - 98,8 % — білих - 1,2 % — чорних або афроамериканців |

До двох чи більше рас належало 0,0 %. Частка іспаномовних становила 0,0 % від усіх жителів.
За віковим діапазоном населення розподілялося таким чином: 27,2 % — особи молодші 18 років, 60,5 % — особи у віці 18—64 років, 12,3 % — особи у віці 65 років та старші. Медіана віку мешканця становила 38,5 року. На 100 осіб жіночої статі у місті припадало 102,5 чоловіків;  на 100 жінок у віці від 18 років та старших — 103,4 чоловіків також старших 18 років.
За межею бідності перебувало 22,1 % осіб, у тому числі 14,3 % дітей у віці до 18 років та 0,0 % осіб у віці 65 років та старших.
Цивільне працевлаштоване населення становило 37 осіб. Основні галузі зайнятості: виробництво — 40,5 %, освіта, охорона здоров'я та соціальна допомога — 27,0 %, транспорт — 16,2 %, науковці, спеціалісти, менеджери — 5,4 %.